# أيرون سان فاست
أيرون سان فاست (بالفرنسية: Airon-Saint-Vaast)‏ هي بلدية تقع في إقليم باد كاليه من منطقة نور با دو كاليه في شمال فرنسا. تبلغ مساحة هذه المدينة 5.92 (كم²)، وترتفع عن سطح البحر 8 م، يبلغ عدد سكانها 206 نسمة حسب إحصاء المعهد الوطني للإحصاء والدراسات الاقتصادية سنة 2009 م. وترأس Sébastien Béthouart البلدية خلال فترة (2008-2014).